# Taigakvastmossa
Taigakvastmossa (Dicranum drummondii) är en bladmossart som beskrevs av C. Müller 1848. Taigakvastmossa ingår i släktet kvastmossor, och familjen Dicranaceae. Arten är reproducerande i Sverige. Inga underarter finns listade i Catalogue of Life.